# 2K12 Kub
2K12 Kub (ryska: 2К12 Куб, NATO-rapporteringsnamnː SA-6 Gainful) är ett sovjetiskt/ryskt mobilt luftvärnsrobotsystem för mål på låg till medelhög höjd.

## Beskrivning
Varje 2K12-batteri består av ett antal likartade robotavfyrningsplattformar (eldenheter), betecknade 2P25, var bestyckad med tre stycken 3M9 robotar, plus ett antal ammunitionshanteringsfordon som transporterar extra robotar. Vanligtvis har batteriet ett radarfordon som bär 1S91-radarsystemet som består av en eldledningsradar och en spaningsradar, på ett GM-568-chassi. Radarsystemet har Natonamnet Straight Flush och har en räckvidd på cirka 75 km. Varje batteri har också vanligtvis fyra bandgående eldenheter med tre robotar var, eldenheten är byggd på ett GM-578-chassi. Fyra lastbilar transporterade tre extra robotar var som kunde lyftas upp på eldenheternas lavetter med lastbilens kran. 

## Användning i Sverige
Luftvärnssystemet lånades in våren 2000 till den svenska Försvarsmakten från Tyskland. Systemet hämtades från den före detta östtyska Nationale Volksarmee. I Sverige utgjorde det som en demonstrator i samband med en samövning (“FOCUS”) mellan Flygvapnet och Luftvärnet.

## Operatörer

### Länder som använder systemet
Serbien, Bulgarien, Ungern, Algeriet, Syrien, Angola, Armenien, Bosnien och Hercegovina, Tchad, Kuba, Tjeckien, Egypten, Etiopien, Indien, Iran, Kazakhstan, Libyen, Myanmar, Nordkorea, Polen, Rumänien, Västsahara, Tanzania, Turkmenistan, Vietnam och Jemen.

### Länder/före detta länder som har använt systemet
Ryssland, Jugoslavien, Sovjetunionen, Tjeckoslovakien, Slovakien, Östtyskland, Irak och Sydjemen.

## Bilder

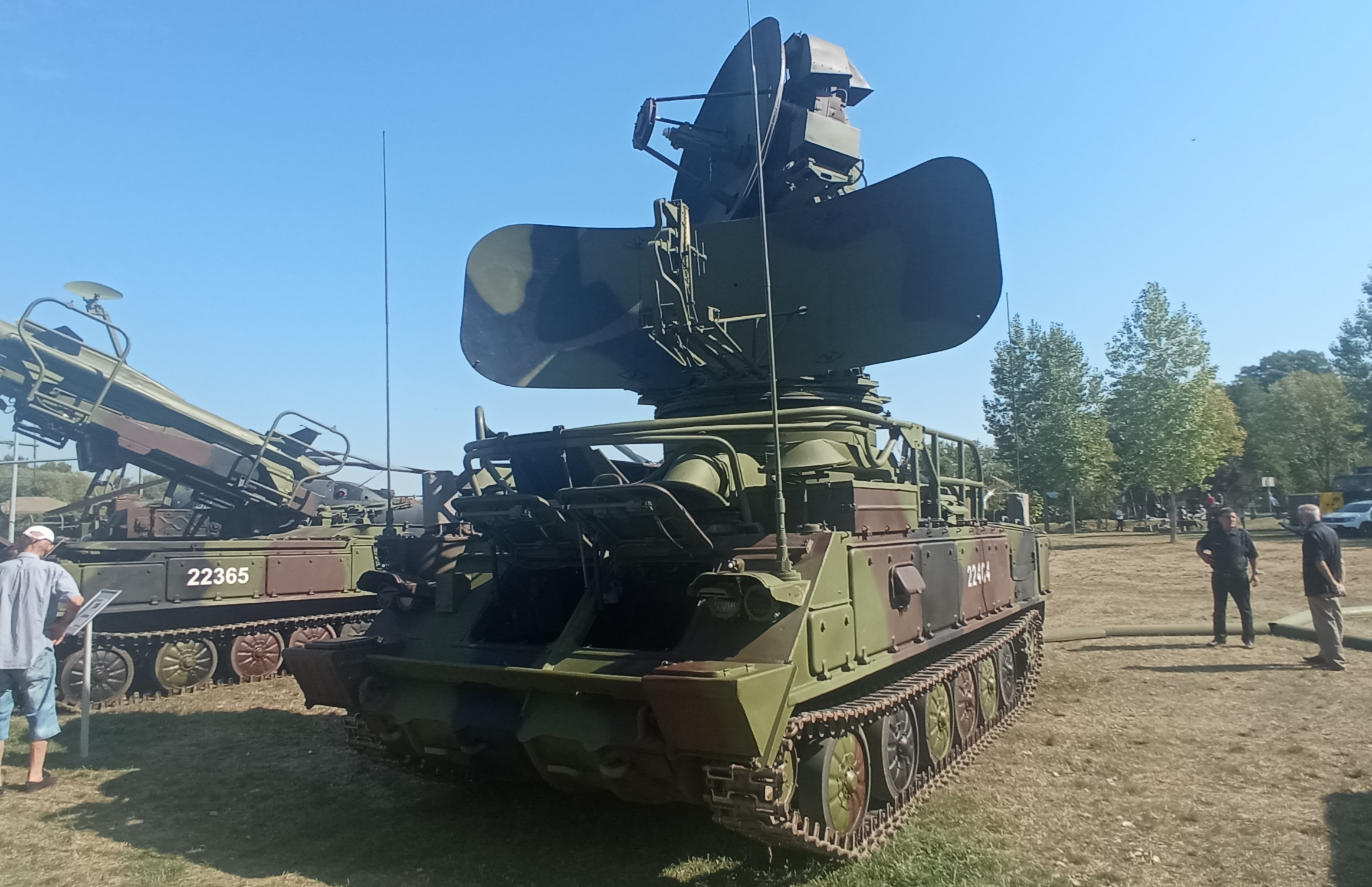
Serbiskt radarfordon med 1S91-radarsystemet.
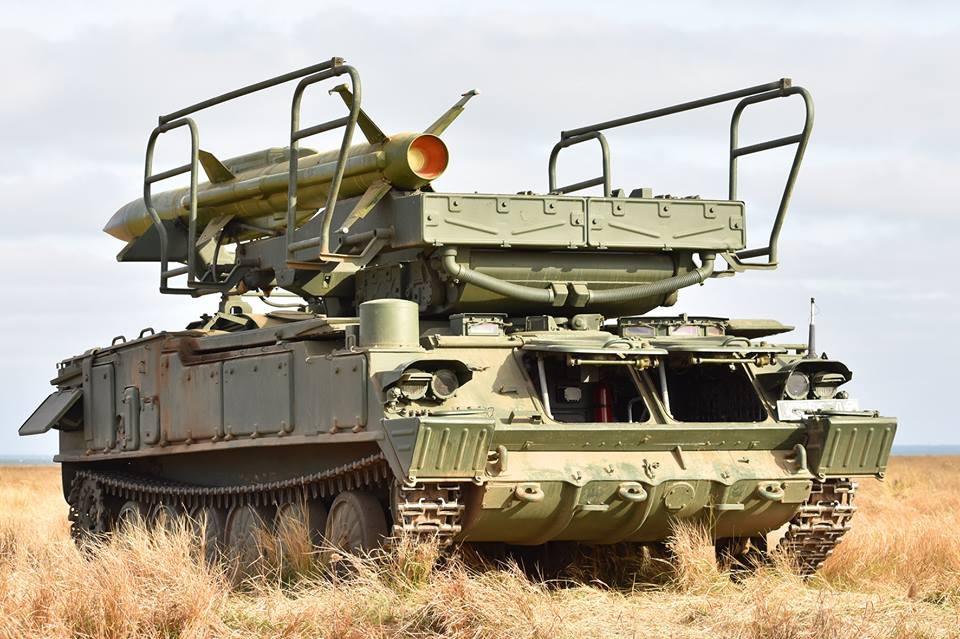
Ukrainsk 2K12.
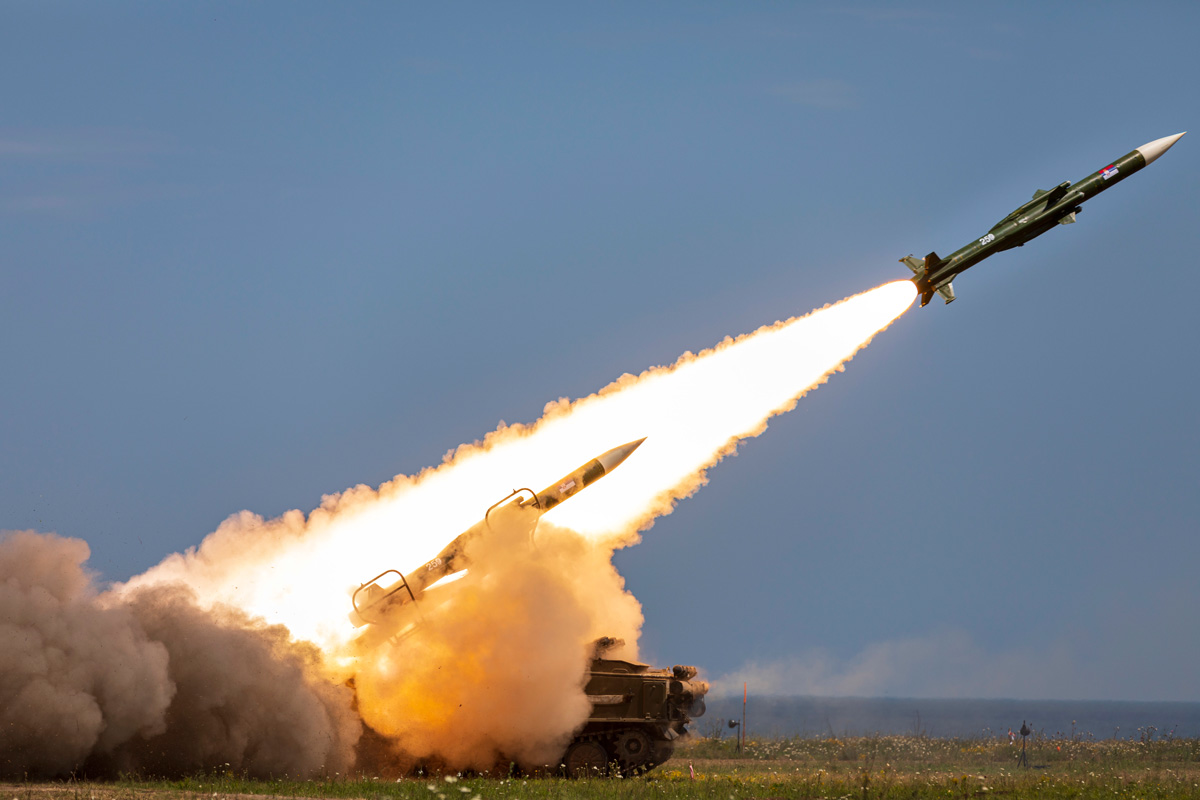
En 2K12 avfyrar en 3M9 robot.